# Rhinos, Winos + Lunatics
Rhinos, Winos + Lunatics è un album dei Man, pubblicato dalla United Artists Records. Il disco fu registrato nel febbraio del 1974 al Morgan Studios, Willesden ed al Trident Studios, Wardour Street di Londra, Inghilterra.

## Tracce
Brani composti da: M. Jones, T. Williams, D. Leonard, M. Morley e K. Whatley, tranne California Silks and Satins composto da D. Leonard e M. Morley 
Lato A
1. Taking the Easy Way Out Again – 4:20
2. The Thunder and Lightning Kid – 5:20
3. California Silks and Satins – 4:38
4. Four Day Louise – 6:04

Lato B
1. Intro – 0:44
2. Kerosene – 6:31
3. Scotch Corner – 8:26
4. Exit – 1:56

Edizione doppio CD del 2007, pubblicato dalla Esoteric Recordings Records ECLEC 2020
CD 1
1. Taking the Easy Way Out Again – 4:22 (Jones, Leonard, Morley, Whaley, Williams)
2. The Thunder and Lightning Kid – 5:16 (Jones, Leonard, Morley, Whaley, Williams)
3. California Silks and Satins – 4:40 (Leonard, Morley)
4. Four Day Louise – 6:03 (Jones, Leonard, Morley, Whaley, Williams)
5. Intro – 0:44 (Jones, Leonard, Morley, Whaley, Williams)
6. Kerosene – 6:29 (Jones, Leonard, Morley, Whaley, Williams)
7. Scotch Corner – 9:03 (Jones, Leonard, Morley, Whaley, Williams)
8. Exit – 1:22 (Jones, Leonard, Morley, Whaley, Williams)
9. Taking the Easy Way Out Again – 3:19 (Jones, Leonard, Morley, Whaley, Williams) – Bonus Track - Single Version

CD 2: The Bonus Disc
1. American Mother – 14:21 (Malcolm Morley)
2. 7171 551 – 12:25 (Deke Leonard)
3. A Hard Way to Live – 3:40 (Deke Leonard)
4. Romain – 19:04 (Ace, John, Leonard, Jones, Williams)
5. Bananas – 19:39 (Jones, Ryan, Williams, John)

CD 2: The Bonus Disc - Registrato dal vivo il 12 marzo 1974 al Whiskey a Go Go di Los Angeles, California

## Musicisti
Brani A1, A2, A3, A4, B1, B2, B3 e B4 / CD 1
- Micky Jones - chitarra, voce
- Deke Leonard - chitarra, pianoforte, voce
- Malcolm Morley - pianoforte, chitarra, voce
- Ken Whaley - basso
- Terry Williams - batteria, voce, effetti sonori

Brani CD 2 - The Bonus Disc
- Micky Jones - chitarra, voce
- Deke Leonard - chitarra, pianoforte, voce
- Malcolm Morley - tastiera, chitarra, voce
- Ken Whaley - basso
- Terry Williams - batteria, percussioni
- Jim Horn - sassofono (ospite)